# Olendry (Łódź)
Pour les articles homonymes, voir Olendry.
Olendry (prononciation [ɔˈlɛndrɨ]) est un village de la gmina de Grabica, du powiat de Piotrków, dans la voïvodie de Łódź, situé dans le centre de la Pologne.

## Administration
De 1975 à 1998, le village était attaché administrativement à l'ancienne voïvodie de Piotrków.

Depuis 1999, il fait partie de la nouvelle voïvodie de Łódź.